# Joichi Tomonaga
Joichi Tomonaga (Beppu, 9 gennaio 1911 – Midway, 4 giugno 1942) è stato un aviatore giapponese.
Ufficiale pilota della Marina imperiale giapponese; aviatore impiegato nei gruppi di bombardieri e aerosiluranti delle portaerei nipponiche, combatté al comando del gruppo aereo della portaerei Hiryu in numerose battaglie aeronavali della guerra del Pacifico durante la seconda guerra mondiale, mostrando abilità e coraggio soprattutto nella battaglia delle Midway, dove sarebbe rimasto ucciso mentre guidava i suoi aerosiluranti Nakajima B5N "Kate" all'attacco della squadra navale americana.

## Le prime operazioni belliche
Joichi Tomonaga partecipò in modo attivo alle campagne aeree durante la seconda guerra sino-giapponese esplosa nel 1937, guidando alcune incursioni delle forze da bombardamento della Marina Imperiale, contro alcune città principali cinesi; allo scoppio della seconda guerra mondiale in Asia, venne assegnato al gruppo imbarcato della portaerei Hiryu con cui avrebbe preso parte alle battaglie iniziali della campagna del Pacifico contro gli Alleati. In particolare, a bordo della Hiryu, partecipò all'attacco su Pearl Harbor, alla conquista dell'isola di Wake e alla breve incursione nell'Oceano Indiano.

## La battaglia delle Midway e la morte

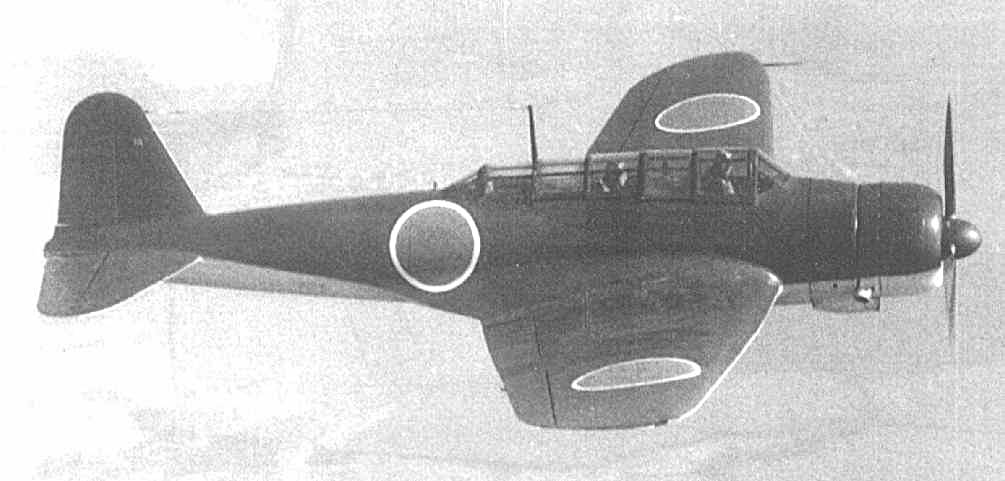
Un aerosilurante Nakajima B5N, del tipo pilotato dal tenente di vascello Tomonaga durante la sua ultima battaglia a Midway

Durante la battaglia delle Midway, il tenente di vascello Tomonaga, divenuto comandante dell'intero gruppo aereo (kokutai) della Hiryu, condusse (in assenza del capitano di fregata Mitsuo Fuchida, della portaerei Akagi) ai comandi del proprio Nakajima B5N2 l'intera prima ondata di aerei giapponesi diretta contro le postazioni americane sulle isole Midway. L'attacco, pur efficace e scarsamente contrastato, a giudizio di Tomonaga non ottenne risultati decisivi e quindi l'ufficiale richiese immediatamente una seconda ondata; tale richiesta, insieme a una serie di coincidenze sfortunate, complicò il già difficile compito del viceammiraglio Chūichi Nagumo, comandante della squadra navale, e contribuì a creare confusione sulle portaerei giapponesi nell'imminenza degli attacchi aerei americani.
Dopo il disastroso danneggiamento di tre portaerei, Tomonaga, rientrato sulla superstite Hiryu, guidò coraggiosamente (con i pochi aerei rimasti) il secondo disperato attacco giapponese contro la portaerei statunitense USS Yorktown; gli aerei nipponici si impegnarono al massimo e riuscirono a colpire ancora la portaerei nemica, ma le perdite furono pesanti.
Joichi Tomonaga, che era decollato con il suo aereo già danneggiato ed a corto di carburante, condusse il suo ultimo attacco fino alla fine ma, colpito dai caccia americani (forse dal capitano di corvetta John Thach in persona), venne abbattuto in mare, trovando la morte nel disastro.